# ぜにいたち
『ぜにいたち』（ZENI ITACHI）は、インターネットテレビ局AbemaTVのAbemaSPECIALチャンネルで2021年10月25日から配信されていたバラエティ番組。

## 番組概要
かまいたち初のABEMA冠番組。「アベマ　笑撃－ショーゲキ－ラインナップ」のひとつとして企画立案され、2021年10月11日にABEMAとYouTubeで『新番組「ぜにいたち」に関する緊急謝罪会見』が配信。同年10月25日月曜23時より、ABEMA SPECIALチャンネルで本配信スタート。
「Life is Money　人生は、金だ。」をキーワードに、稼ぎや節制などにまつわるものをレポートし、贈るドキュメントバラエティ。番組では「ゼニと人生を学ぶ」番組、「金は人を 臆病に、卑怯に、下衆に、 本気に、鋭敏に、大胆に、丸裸にする」番組を標榜する。また番組表では「【閲覧注意的鎌鼬】」が記されていた。
番組開始初期にはMCのほか、「ぜにいたち軍団」という特殊経歴を持つコメンテーターが毎回3人スタジオ出演していた（2022年以降はスタジオゲストが増えた関係上、「軍団」のスタジオ出演頻度が下がっており、再現ドラマなどピンポイントで出演している）。ABEMAプレミアムでは彼ら「ぜにいたち軍団」のエピソードトークなどを配信していた。2022年3月14日配信分では井上裕介(NON STYLE)と鬼越トマホークが代打MCを務めた。
2023年3月27日配信分で一時休止。4月1日に第65回が最終回であったことが公式Twitterにて発表された。

## 出演者

### MC
- かまいたち（山内健司・濱家隆一）

### リポーター
- サスペンダーズ
- シイナ
- ブラゴーリ
- そいつどいつ

### ぜにいたち軍団
- ソープ嬢コンサルタント：一の瀬きなこ
- プロヒモ師：生駒卓也
- 一発ギャグ販売師：飯島匠太郎
- 野生派バンドマン：ナオヤ(猪狩尚也：Center Eyes Black.Vocal)[7]
- 縦笛の妖精：ケンケン
- 風俗ジャーナリスト：生駒明（俺の旅元編集長）
- 熟女AV女優：有奈めぐみ

### オープニングAD
- 樺沢まどか：実際はかまいたちマネージャー[8]。たびたび近況報告を行いツッコまれている[9]。

## おもなコーナー
ゼニと人生を学ぶ
メインコーナー。ゼニにまつわる人物を追うレポート映像を紹介する。濱家は「音楽替えたら『プロフェッショナル』と述べている。
嬢が愛するエロウマい店
エロい街にはウマい飯があるという説を実証するため、風俗嬢の意見を基に検証リポートする。
芸人投げゼニコロシアム
お金に困る芸人たちが太っ腹社長に向けてオリジナルネタ（媚びネタ）を作り、社長の目の前で披露。面白かったらその場で投げゼニをしてもらう「マネーの虎」オマージュコーナー。ウケなかった場合は追加でエピソードトークすることも可能。山内曰く「カメラが回ってる直営業」。
ギャグ転売オークション
2021年12月13日放送開始。当初のコーナー名はギャグ転売GNB(ギャグネットワークビジネス)。ギャグ芸人たちからご自慢の一発ギャグを買い取り、若手芸人や会社社長などへオークションで販売し、買い取った価格よりも高値での転売をねらう。5月には若手芸人に売るシステムに変更した。
財布は語る
2022年4月18日開始。財布の中身で持ち主を推理するクイズコーナー。進行は瀧山あかね。
日本全国大捜索！ポツンと風俗店
2022年4月4日開始。住宅街に突如現れる「ポツンと風俗店」を若手芸人がリポート。風俗体験ではなく、なぜその立地にしたのか（なってしまったのか）など、銭事情を取材。2022年9月5日配信分（滋賀県・ピンクサロン）では後述の桃色遺産的な部分もある施設であることからTAIGAが訪問した。
絶滅寸前桃色遺産
ストリップ劇場、ポルノ映画館など時代とともに衰退を辿る場所に、泣き虫芸人TAIGAが取材に向かう。自身の境遇と重ねて号泣してしまうことが半ばお約束となっており、かまいたち2人は「涙活しにきてる」とツッコんでいる。
生中野女子企画
2022年6月6日開始。ソフト・オン・デマンドが結成したセクシー素人女子軍団「生中野女子」。パフォーマンスを見て才能あると見込んだ番組が、様々な芸人やグループと引き合わせ更なる才能開花を目指す。また、メンバー個人（元吉本の経歴を持つおつる）への密着取材なども行う。
アングラ座談会
2022年7月4日開始。女性AV監督、女囚経験者、タトゥーだらけ、元薬物中毒者などアンダーグラウンドな経験を持つものたちの座談会をモニタリングする。
変身!ゼニビフォーアフター
2022年8月29日開始。整形を決意したAV女優・古賀裕子のビフォーアフターを取材する。レポーターはぽんぽこ。整形だけでなく、彼女の目指す企画女優から稼げる単体女優になれるのかまでを追う予定。
ドM-1グランプリ
2022年8月29日開始。本当にM（マゾ）-1な芸人は誰なのかを決めるネタバトル。Mすぎて引かせること、変態すぎることは減点。審査員はかまいたち山内のほか、木下隆行、清水あいり。進行は瀧山あかね。初代王者はハナイチゴ。
イメクラシナリオ大賞。
理想のエロ物語をお笑い芸人が執筆し、SMの女王様と実演。第1回は10月24日に開催。かまいたち山内、さらば青春の光・東ブクロ、官能小説家の今野杏南が審査する。
心霊ゴーストアベンジャーズ
2022年12月5日開始。数々の心霊現象に遭遇してきた番組が心霊現象捕獲に向け最強メンバーでゴーストアベンジャーズを結成。女性タレントともに除霊に挑む。主なメンバーは冝保愛子の弟子で降霊のできるクレオパトラ美月。ゴーストハント銃を持ち、水脈から霊の位置を科学する堤裕司。練習生として霊を水に溶け込ませ飲み干すことのできるモダンタイムス川崎誠。
相方のくちびる泥棒選手権
2023年1月23日初配信。コンビ愛を確かめるため、相方に自然にキスするまでのタイムを競う（制限時間は10分）。強引、乱暴なキスは強姦とみなされ失格。仕掛け人は挑戦前にキスプランを語り、楽屋に隠しカメラを設置しかまいたちがモニタリングする。
クイズ国崎くん
2023年3月13日初配信。ランジャタイ持ち込み企画。ランジャタイ2人が町ぶらロケに出かけ、何が起こったかをクイズにする。回答者は山内、天竺鼠・川原。2023年9月19日に「クイズ伊藤の休日」が配信されており、事実上の続編企画。

## スタッフ
- VTR監修：レイ法律事務所
- 制作：エスエスシステム
- 制作著作：AbemaTV